# UAE Tour
UAE Tour (arabsky: جولة الإمارات) je etapový cyklistický závod ve Spojených arabských emirátech. Poprvé se konal v roce 2019 jako součást UCI World Tour. Závod vznikl spojením dvou menších etapových závodů Abú Dhabí Tour a Dubai Tour.

## Historie
První ročník cyklistického závodu UAE Tour se konal mezi 24. únorem a 2. březnem 2019 jako součást UCI World Tour. Ročník 2020 byl v průběhu zkrácen o poslední 2 etapy kvůli nákaze koronavirem, která se prokázala u 2 členů organizačního týmu.

## Vítězové
| Ročník | Celkové pořadí ·                        | Bodovací soutěž ·                    | Sprinterská soutěž ·                                | Soutěž mladých jezdců ·             | Soutěž týmů       |
| ------ | --------------------------------------- | ------------------------------------ | --------------------------------------------------- | ----------------------------------- | ----------------- |
| 2019   | Primož Roglič (Team Jumbo–Visma)        | Elia Viviani (Deceuninck–Quick-Step) | neuděleno                                           | David Gaudu (Groupama–FDJ)          | Bora–Hansgrohe    |
| 2020   | Adam Yates (Mitchelton–Scott)           | Caleb Ewan (Lotto–Soudal)            | Veljko Stojnić (Vini Zabù–KTM)                      | Tadej Pogačar (UAE Team Emirates)   | UAE Team Emirates |
| 2021   | Tadej Pogačar (UAE Team Emirates)       | David Dekker (Team Jumbo–Visma)      | Tony Gallopin (AG2R Citroën Team)                   | Tadej Pogačar (UAE Team Emirates)   | UAE Team Emirates |
| 2022   | Tadej Pogačar (UAE Team Emirates)       | Jasper Philipsen (Alpecin–Fenix)     | Dmitrij Strakov (Gazprom–RusVelo)                   | Tadej Pogačar (UAE Team Emirates)   | UAE Team Emirates |
| 2023   | Remco Evenepoel (Soudal–Quick-Step)     | Tim Merlier (Soudal–Quick-Step)      | Edward Planckaert (Alpecin–Deceuninck)              | Remco Evenepoel (Soudal–Quick-Step) | UAE Team Emirates |
| 2024   | Lennert Van Eetvelt (Lotto–Dstny)       | Tim Merlier (Soudal–Quick-Step)      | Mark Stewart (Team Corratec–Vini Fantini)           | Lennert Van Eetvelt (Lotto–Dstny)   | Lidl–Trek         |
| 2025   | Tadej Pogačar (SLO) (UAE Team Emirates) | Jonathan Milan (ITA) (Lidl–Trek)     | Đorđe Đurić (SRB) (Team Solution Tech–Vini Fantini) | Iván Romeo (ESP) (Movistar Team)    | Movistar Team     |